# 에드거 라이스 버로스

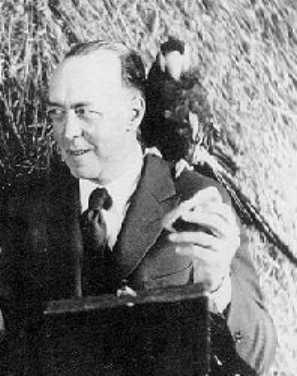
에드거 라이스 버로스

에드거 라이스 버로스(영어: Edgar Rice Burroughs, 1875년 9월 1일 ~ 1950년 3월 19일)는 미국의 작가이다. 《타잔》, 《존 카터》 시리즈로 유명하다.